# Porozumienie administracyjne
Porozumienie administracyjne – dwustronna lub wielostronna czynność administracyjnoprawna dokonana na podstawie zgodnych oświadczeń woli przez podmioty wykonujące administrację publiczną, stanowiąca niewładczą formę ich działania. 

## Charakterystyka
Stronami porozumienia administracyjnego mogą być wszelkie podmioty prawa administracyjnego, w tym organy jednostek nie posiadających osobowości prawnej. Skutkiem porozumienia jest  powstanie zobowiązań administracyjnoprawnych, których przedmiot, leżąc w sferze prawa administracyjnego, odróżnia je zasadniczo od zobowiązań cywilnoprawnych, będących skutkiem czynności cywilnoprawnych. Może go stanowić wspólne wykonanie zadań, nałożonych na podmioty będące stronami porozumienia, albo przeniesienie określonych zadań z jednego podmiotu na drugi. Zakres uprawnień i obowiązków objętych porozumieniem musi zawierać się w zakresie samodzielnego decydowania każdego podmiotu z osobna, zawierającego porozumienie. Oznacza to, że porozumienia mogą być zawierane tylko w takiej sferze działania organów administracji, w której są one samodzielne. 
Rozpatrując porozumienie administracyjne w płaszczyźnie prawnej, dostrzec można pewne podobieństwa do czynności cywilnoprawnych. Do grup tych podobieństw należą: swoboda podjęcia decyzji w sprawie współdziałania, równość stron, brak podległości służbowej czy organizacyjnej stron. Zasadnicza różnica między tymi czynnościami dotyczy przedmiotu współdziałania. Przedmiotem porozumienia są zawsze sprawy leżące w sferze prawa administracyjnego, a nie cywilnego.
Przykładowymi formami zastosowań instytucji porozumienia administracyjnego są:
- porozumienie jednostek samorządu terytorialnego,
- porozumienie o wykonywanie zadań z zakresu administracji rządowej.

## Podobne, lecz odrębne formy działania administracji
Nie każda czynność administracyjnoprawna dwóch lub więcej podmiotów prawa administracyjnego stanowi porozumienie administracyjne – nie stanowi go chociażby czynność polegająca na uzgodnieniu między podmiotami treści projektu aktu normatywnego lub aktu administracyjnego, mimo że podstawa prawna do wydania określonego aktu jest przeważnie sformułowana wówczas typowo, jako zawierająca dyspozycję dla organu uprawnionego albo zobowiązanego, do wydania aktu w porozumieniu z innym organem. Porozumienie w tym znaczeniu oznacza jedynie uzgodnienie między organami treści aktu, np. uchwałę rady powiatu o zaliczeniu drogi do kategorii dróg powiatowych podejmuje się w porozumieniu z zarządem województwa, po zasięgnięciu opinii wójtów gmin, na których obszarze przebiega droga.
Nie stanowi porozumienia administracyjnego działalność administracji oparta na prawie cywilnym, dotycząca przede wszystkim tej sfery, w której administracja zajmuje się sprawami gospodarczymi, dokonuje pewnych świadczeń na rzecz społeczeństwa, organizuje zaspokojenie określonych potrzeb. Administracja wykorzystuje instytucje prawa cywilnego zasadniczo w dwóch celach: uzyskiwanie niezbędnego wolumenu dóbr dla utrzymania 
aparatu administracyjnego i możliwości świadczeń rzeczowych na rzecz społeczeństwa przez ten aparat. Drugim celem jest zapewnienie usług i świadczeń o podstawowym znaczeniu społecznym, których dostarczenie stanowi obowiązek administracji publicznej. Umowy w administracji są często powiązane z 
działaniami o innym charakterze. Czasami poprzedza je akt administracyjny wywołujący pośrednio skutki cywilnoprawne albo akt powodujący bezpośrednio skutki cywilnoprawne.